# اس‌اس فرایدنو (۱۹۲۰)
اس‌اس فرایدنو (۱۹۲۰) (به انگلیسی: SS Friedenau (1920)) یک زیردریایی بود که طول آن 119.4m بود. این زیردریایی در سال ۱۹۲۰ ساخته شد.